# Topol u varnsdorfského nádraží
Topol černý u varnsdorfského nádraží roste jižně od varnsdorfského nádraží. ze všech památných stromů ve Varnsdorfu má největší obvod kmene , 690 cm a je vysoký 33 metrů, šířka koruny je 27 metrů, stáří 250 až 300 let. Stojí po celou existence varnsdorfského nádraží. Kmen se ve výšce 8 metrů dělí na 10 kosterních větví. Zdravotní stav stromu narušují rány po odlomených větvích a mrazová trhlina ve kmeni. Jedná se o strom nadprůměrných rozměrů, který si zaslouží maximální ochranu a péči. V okolí stromu se nachází divoké skládky.
 

## Památné a významné stromy v okolí
- Dub u nemocnice
- Dub v Kostelní ulici
- Varnsdorfská hruška
- Lípa v Karlově ulici